# Ластовиця чорноголова

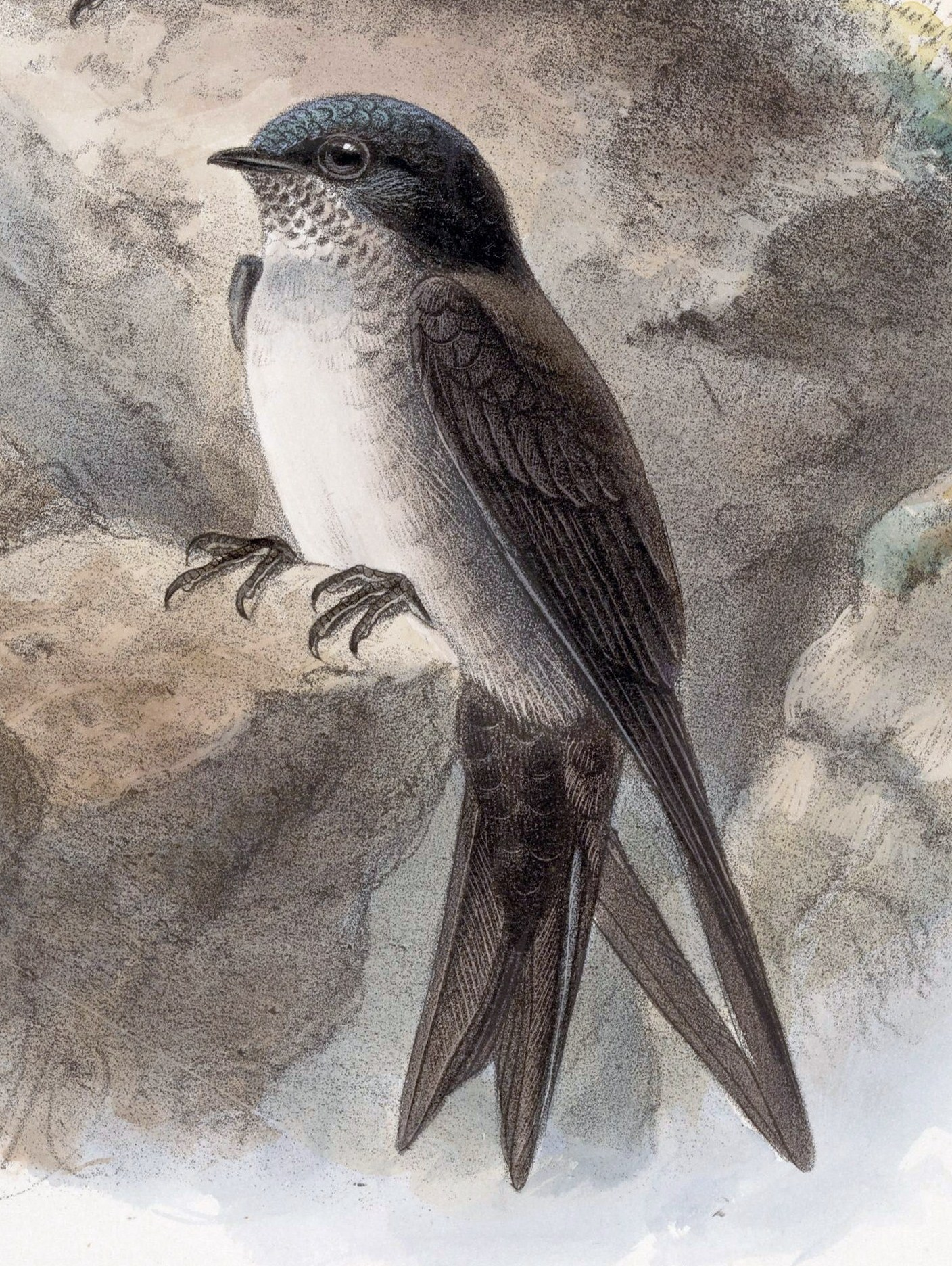
Чорноголова ластовиця

Ластови́ця чорноголова (Atticora pileata) — вид горобцеподібних птахів родини ластівкових (Hirundinidae). Мешкає в Мексиці і Центральній Америці.

## Поширення і екологія
Чорноголові ластовиці мешкають на півдні Мексики (Чіапас), Гватемалі, західному Гондурасі і північному Сальвадорі. Вони живуть в гірських дубових і соснових лісах. Зустрічаються на висоті від 1600 до 3100 м над рівнем моря.